# Sceaux LMLK

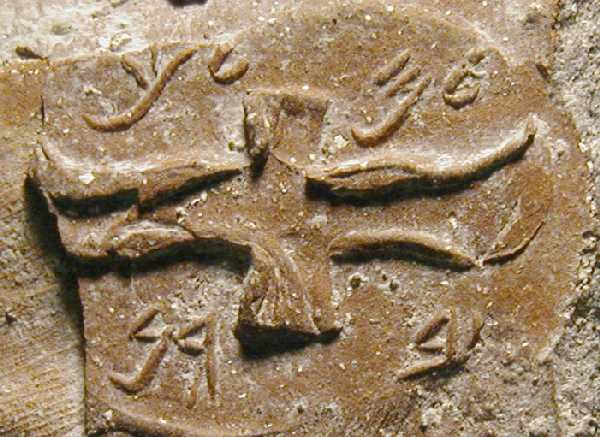
Sceau LMLK. La première ligne porte l'inscription LMLK, la seconde [...]BRN, c'est-à-dire Hébron

Le nom sceaux LMLK a été donné à des anses des jarres de stockage sur lesquelles est imprimée grâce à un sceau l'inscription למלך (lamed mem lamed kaf) en alphabet paléo-hébraïque. Cette inscription se retrouve sur un grand nombre de jarres de stockage (environ 2000) découvertes en Judée, notamment autour de Jérusalem. Ces inscriptions sont datées du règne d'Ézéchias, roi de Juda (fin VIIIe – début VIIe siècle av. J.-C.). Ces jarres auraient servi à contenir de l'huile ou du vin collectés comme impôts pour le trésor royal et envoyés dans différents lieux pour les besoins de l'armée ou de l'administration établie dans ces villes.
Les sceaux originaux n'ont pas été retrouvés, on a uniquement trouvé environ 2 000 impressions de ces sceaux sur des anses de jarres. Leur étude montre qu'ils sont tous issus de seulement 21 types de sceaux distincts.

## Types de sceaux

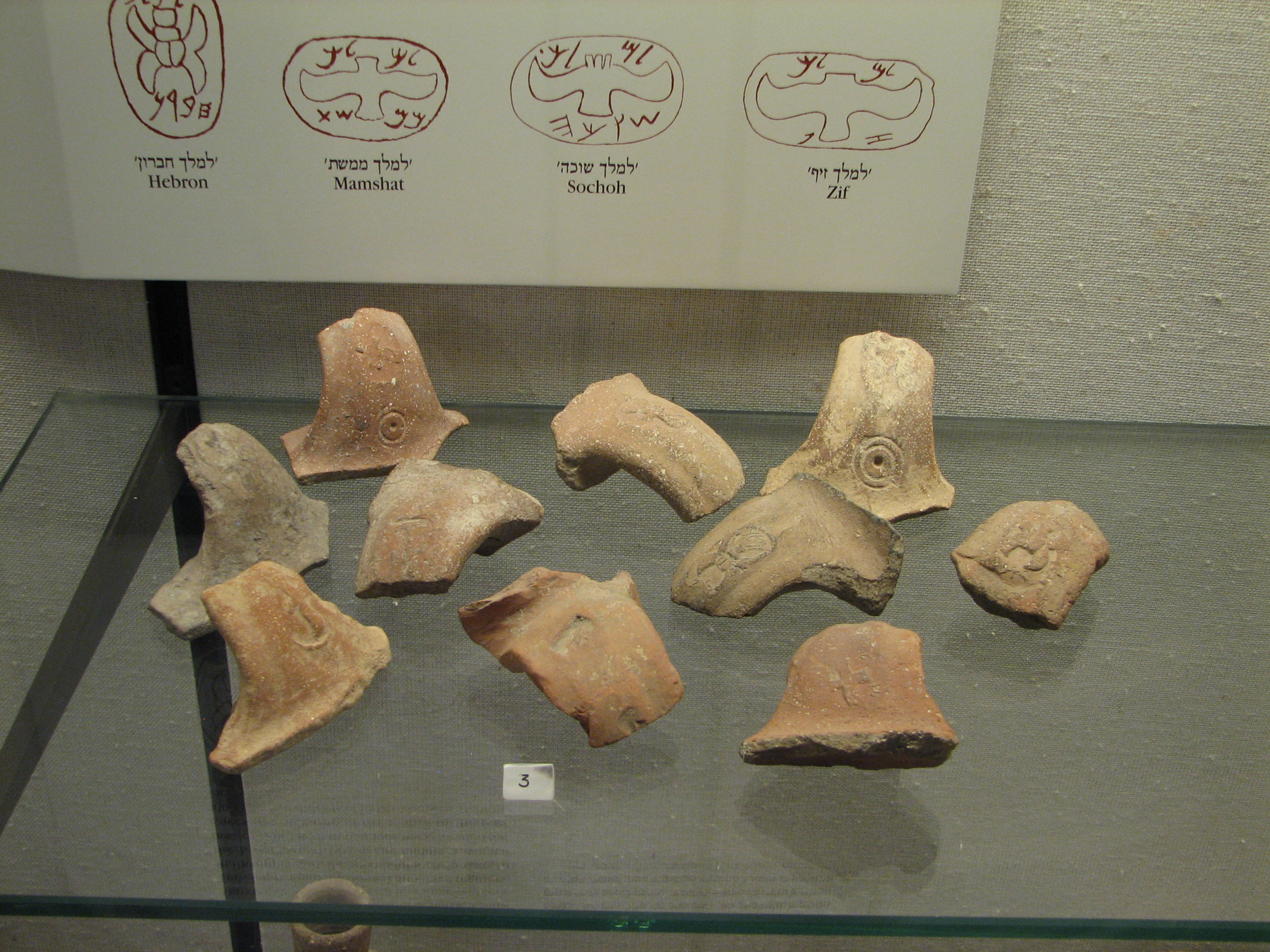
Sceaux LMLK au musée Hecht de Haïfa (Israël)

Le mot LMLK, vocalisé la-melekh, porté sur les jarres peut signifier :
- appartenant au roi ;
- appartenant à un particulier agissant pour le compte du roi ;
- appartenant au gouvernement royal ;
- à envoyer au roi.

En plus du mot LMLK, une partie des jarres porte une deuxième ligne sur laquelle est écrit l'un des 4 noms suivants : SOKhoH (שוכה ), HeVRoN (חברן ), ZYF (זיף ) et MMST (ממשת). Ces noms sont identifiés aux villes de Sokho, une ville fortifiée dans la vallée d'Elah qui était un centre administratif et militaire à l'époque du Premier Temple, Hébron, Ziph, dans le désert de Ziph au sud du désert de Juda. Seul MMST n'est pas identifié avec certitude. Plusieurs propositions ont été émises. L'une d'elles l'identifie à la ville nabatéenne de Mamshit  dans le Néguev. Après les fouilles de Ramat Rachel par Yohanan Aharoni, une autre hypothèse a été émise par Yigaël Yadin, puis après lui par Gavriel Barkaï qui a fouillé Ramat Rachel dans les années 80. MMST (ממשת) serait en fait MeMSheLeT (ממשלת), c'est-à-dire le centre du pouvoir royal de Ézéchias, et selon les archéologues, à l'époque d'Ézéchias, ce centre serait établi précisément à Ramat Rachel.
Au centre du sceau figure une roue dotée de 2 ou 4 ailes. Certains y voient la représentation d'un bousier sacré symbolisant le pouvoir.
À côté des sceaux LMLK, on a également trouvé d'autres sceaux portant des noms de personne datant de la même période.
L'essentiel des sceaux ont été découverts dans les hauts plateaux de Judée (dans 68 sites), seuls une petite partie ont été trouvés en Galilée et dans les plaines (4 sites). Les 20 sites où on a trouvé le plus grand nombre de sceaux LMLK sont :
| Quantité | Site                                                           |
| 415      | Lachish                                                        |
| 281      | Jérusalem                                                      |
| 163      | Ramat Rachel                                                   |
| 92       | Gibeon                                                         |
| 88       | Mitspah                                                        |
| 71       | Bet Shemesh                                                    |
| 39       | Moresheth-Gath                                                 |
| 37       | Gezer                                                          |
| 24       | Khirbet el-Burj (au nord-ouest de Jérusalem)                   |
| 19       | Maréshah                                                       |
| 17       | Azeqah                                                         |
| 15       | Timnah (Tel Batash)                                            |
| 14       | Gibeah                                                         |
| 13       | Tel Erani à côté de Kiryat Gat                                 |
| 13       | Hébron                                                         |
| 13       | Sokho (dans la vallée d'Elah, pas Sokho au sud-ouest d'Hébron) |
| 11       | Beth Zur                                                       |
| 9        | Arad                                                           |
| 8        | Nahal Tut                                                      |
| 6        | Gath                                                           |

Un exemplaire a également été retrouvé sur le site de Qumrân.

## Origine des sceaux
Depuis les premières explications de Charles Warren en 1870, différentes explications ont été proposées pour la signification de ces sceaux. Après les fouilles de Lakhish dans les années 1970, le nombre d'explication s'est réduit à :
- les jarres servaient au stockage de nourriture pour les périodes de crise et étaient envoyées depuis les villes du centre vers les villes frontières pendant une courte période, en préparation semble-t-il de l'invasion de Sennacherib.
- les jarres contenaient en fait des taxes agricoles apportées depuis les zones rurales vers le centre du pouvoir pendant tout le règne d'Ézéchias
- Ces jarres contenaient le ma'asser, c'est-à-dire la dîme, prélevé pour le culte du Temple de Jérusalem à la suite de la réforme religieuse et de la centralisation du culte qui a commencé à cette époque